# 牧夫座15
牧夫座15，又名BD+10 2654，HD 124679、SAO 100934、HR 5330，是牧夫座的一颗恒星，视星等为5.29，位于銀經356，銀緯64，其B1900.0坐标为赤經14h 9m 56.9s，赤緯+10° 64′ 18″。